# Vrela (gmina Cetynia)
Vrela (cyr. Врела) – wieś w Czarnogórze, w gminie Cetynia. W 2011 roku liczyła 26 mieszkańców.